# 舊振南餅店
舊振南食品股份有限公司（簡稱：舊振南餅店），創立於西元1890年（清光緒十六年）。日治時代，第一代創立者於台南府城經營菓子製造業，之後阿祥師到高雄創立「振南餅舖」，成為舊振南在高雄的起始店，1940年代第三代接班，更名為「舊振南製餅舖」，在喜餅街中正路上開了三個店面寬的氣派旗艦店。1995年，第四代接班人現任董事長李雄慶接手家族事業後，開啟了舊振南的品牌拓展，至今全台有20個門市據點。

## 發展歷史
- 1890年，李家在臺灣府城街內開始經營菓子製造業。
- 1900年，李家經營的餅店搬遷至當時台南車站附近。
- 1920年，阿祥師在府城學習漢餅製作技術後，返回高雄創立「振南餅舖」，並駐點在鹽埕埔的「大溝頂」，成為舊振南在高雄的起始店。
- 1940年，阿祥師退休以後由陳光裕接手製餅事業，隨後將店址搬遷到高雄的新興街，並更名為「舊振南製餅舖」。
- 1950年，舊振南喜餅在地方頗具盛名，當時台灣五大家族結婚時都是選擇舊振南喜餅。
- 1985年，舊振南遷移至高雄的「喜餅街」，在中正路上開設三個店面寬的旗艦店面。
- 1995年，現任董事長李雄慶先生接手家族製餅事業，成為第四代接班人[2]。
- 1996年，首度進駐高雄崇光百貨，開始了百貨據點的經營[3]。
- 1997年，推出具代表性的黃金鳳梨酥禮盒。
- 1999年，舊振南回到過去府城的發跡地，在台南市開設東寧店直營門市。
- 2007年，首度進駐台灣高鐵，並與國際機場免稅商店昇恆昌合作。
- 2013年，與法國Lvmh集團的DFS Group合作，成為首度進駐香港機場的台灣糕餅品牌。[4]。
- 2016年，舊振南「臨廣中央工廠」及舊振南「漢餅文化館」營運總部落成。
- 2018年，舊振南出版全球第一本中英文版漢餅文化食譜。[5]
- 2018年，舊振南開啟「減碳森活 ‧ 從心開始」30年造林計畫。[6]

## 獲獎殊榮
- 2019年，舊振南杏香酥獲Monde Selection世界品質評鑑大賞銀質獎[7]
- 2019年，喜餅喜事好合禮盒獲得iF設計獎—包裝設計類殊榮。[8]
- 2018年，舊振南鳳梨酥獲Monde Selection世界品質評鑑大賞銀質獎。[7]
- 2017年，舊振南榮獲第26屆國家磐石獎。[9]
- 2017年，漢餅文化館通過綠建築黃金級認證。
- 2017年，春節限定款禮盒-春喜禮盒榮獲德國IF設計傳達大獎(包裝類)[10]。
- 2017年，舊振南鳳梨酥禮盒榮獲SGS頒碳足跡證書[11]。
- 2016年，參與「RED DESIGN 品牌傑出影響力設計展」[12]。
- 2015年，榮獲數位時代－「2015網路人氣賣家100強」第53名[13]。
- 2014年，獲頒財政部國稅局「優良納稅企業」獎。
- 2013年，獲頒高雄市市長陳菊頒發「高雄之光」獎牌。
- 2013年，通過高雄市政府衛生局「業者衛生自主管理認證」[14]。
- 2013年，榮獲經濟部「2013年第二屆台灣OTOP優質企業獎」
- 2012年，榮獲高雄市政府「高雄精品獎」[15]。
- 2011年，舊振南「舞明月禮盒」榮獲Golden Pin Design Mark金點設計獎(包裝設計類)[16]。
- 2011年，舊振南「舞明月禮盒」榮獲德國Red Dot紅點設計獎[17]。
- 2011年，榮獲「消費者滿意金品獎」。
- 2011年，榮獲經濟部評選為「優良百年老店」[18]。
- 2010年，聖誕節限訂MC2U禮盒榮獲德國IF設計傳達大獎(包裝類)[19]。
- 2010年，榮獲經濟部國際貿易局「台灣優良品牌」[20]。
- 2010年，舊振南「繡緣禮盒」榮獲Golden Pin Design Mark金點設計獎(包裝設計類)[21]。
- 2009年，春臨萬榮禮盒榮獲德國IF設計傳達大獎(包裝類)[22]。
- 2009年，榮獲高雄市政府「高雄特色伴手禮」。
- 2009年，榮獲經濟部商業司「第二屆服務業優良品牌獎」。
- 2009年，榮獲經濟部「優良服務作業GSP認證」[23]。
- 2008年，榮獲經濟部商業司「台灣夠禮數全台15大伴手禮」。
- 2008年，榮獲高雄市政府推薦「台灣製造產品名店」。
- 2007年，榮獲高雄市政府「高雄十大特色伴手禮」[24]。
- 2006年，榮獲高雄市觀光協會「大高雄市民最愛雄好吃、雄好玩十大精選名店」。
- 2005年，榮獲高雄市政府「高雄十大特色伴手禮」。

## 外部連結
- 舊振南 （页面存档备份，存于）
- 舊振南的Facebook專頁
- 舊振南的Instagram帳戶
- YouTube上的舊振南頻道